# Slangskinken (Ophioscincus)
Slangskinken (Ophioscincus) zijn een geslacht van hagedissen uit de familie skinken (Scincidae).

## Naam en indeling
De wetenschappelijke naam van de groep werd voor het eerst voorgesteld door Wilhelm Peters in 1874. Er zijn drie soorten, twee soorten zijn al sinds de negentiende eeuw bekend en Ophioscincus cooloolensis (1986) is de meest recent beschreven soort. De wetenschappelijke geslachtsnaam Ophioscincus betekent vrij vertaald 'slangskink'; ophis = slang en scincus = skink.
De hagedissen moeten niet verward worden met de slangskinken uit het geslacht Ophiomorus die in delen van Europa, Azië en het Midden-Oosten leven.

## Uiterlijke kenmerken
De lichaamslengte exclusief de staart bedraagt ongeveer zeven tot tien centimeter. De staart is ongeveer even lang als het lichaam. De lichaamskleur is bruin tot lichtbruin met kleine donkere vlekjes aan de bovenzijde en lichter tot witgeel aan de onderzijde. De staartpunt van de soort Ophioscincus ophioscincus is opvallend stomp, bij Ophioscincus truncatus is de staartpunt diepzwart van kleur. Poten ontbreken meestal; Ophioscincus truncatus is de enige soort die pootjes heeft, zij het hele kleine. De pootjes zijn bij deze soort omgevormd tot minieme stompjes die geen grote rol spelen in de voortbeweging. De andere twee soorten hebben geen zichtbare pootjes meer, deze zijn volledig gedegenereerd.

## Levenswijze
Slangskinken zijn bodembewoners die veel graven in de losse, vochtige bodem en zich verschuilen onder houtblokken en stenen. Ze zijn overdag actief en leven van insecten.
De vrouwtjes zetten hun eieren af op de bodem, dit zijn er in de regel twee tot drie per legsel.

## Verspreiding en habitat
Alle soorten komen endemisch voor in delen van Australië en leven in de staten New South Wales en Queensland.
Door de internationale natuurbeschermingsorganisatie IUCN is aan alle soorten een beschermingsstatus toegewezen. De drie soorten worden als 'veilig' beschouwd (Least Concern of LC).

## Tabel
Het geslacht omvat de volgende soorten, met de auteur en het verspreidingsgebied.
| Naam                      | Auteur               | Verspreidingsgebied                     |
| ------------------------- | -------------------- | --------------------------------------- |
| Ophioscincus cooloolensis | Greer & Cogger, 1985 | Australië (Queensland)                  |
| Ophioscincus ophioscincus | Boulenger, 1887      | Australië (Queensland)                  |
| Ophioscincus truncatus    | Peters, 1876         | Australië (New South Wales, Queensland) |